# Stanisław Krupowicz
Stanisław Krupowicz (ur. 25 listopada 1952 w Grodnie) – polski kompozytor, profesor sztuk muzycznych.

## Życiorys
Absolwent VI Liceum Ogólnokształcącego im. Tadeusza Reytana w Warszawie (1971), w którym działał w szkolnym zespole muzycznym „Między niebem a ziemią” (m.in. z Przemysławem Gintrowskim). Ukończył matematykę na Uniwersytecie Warszawskim, a w latach 1975–1981 studiował kompozycję w Państwowej Wyższej Szkole Muzycznej w Warszawie u Włodzimierza Kotońskiego i Tadeusza Bairda. W roku akademickim 1983/84 jako stypendysta Fulbrighta studiował kompozycję i muzykę komputerową pod kierunkiem Johna Chowninga i Lelanda Smitha w Center for Computer Research in Music and Acoustics przy Stanford University w Kalifornii. W roku 1989 uzyskał stopień doktora sztuk muzycznych na Uniwersytecie Stanforda. Jest laureatem wielu nagród w dziedzinie kompozycji, autorem utworów kameralnych, orkiestrowych i elektroakustycznych. W 2012 roku otrzymał tytuł profesora sztuk muzycznych. Pracuje w Akademii Muzycznej we Wrocławiu, gdzie wykłada kompozycję i muzykę komputerową. W latach 2003–2020 kierownik Studia Kompozycji Komputerowej.
Krupowicz jest jednym z pierwszych kompozytorów w Polsce, używających komputera do tworzenia i wykonywania muzyki. W jego twórczości można spotkać nawiązania do muzyki dawnej, ale też elementy dodekafonii i neoklasycyzmu.
W 2019 został laureatem Dorocznej Nagrody Związku Kompozytorów Polskich.